# Roberto Pupo Moreno
Roberto Pupo Moreno (Rio de Janeiro, 11 de fevereiro de 1959), também conhecido apenas como Roberto Moreno, é um ex-automobilista brasileiro, radicado desde a infância em Brasília.

## Trajetória esportiva

### Início
Começou no kart em 1974, com 15 anos de idade, sendo campeão brasiliense nesta mesma temporada. Nascido numa família de classe média, financiou os primeiros anos de sua carreira trabalhando como preparador de motores para muitos de seus adversários nas pistas. Em 1976, conquistou o campeonato brasileiro na categoria 125cc, meses antes de sofrer um grave acidente de motocicleta que roubaria praticamente dois anos de sua carreira.
Em 1979, com orçamento extremamente limitado, comprou um carro e fez corridas esporádicas de Fórmula Ford por toda Grã-Bretanha, terminando o campeonato P&O na 6ª posição, com duas vitórias e sendo considerado a revelação do ano. Fez ainda uma prova pela Fórmula Ford 2000, terminando na segunda colocação e quebrando o recorde da pista de Mallory. Retornou no ano seguinte como piloto oficial da Van Diemen, sagrando-se campeão do prestigiado campeonato Townsend-Thoresen, bem como do festival mundial da categoria, correndo contra quase 200 pilotos. Além disso, foi vice-campeão do campeonato europeu, apesar de não ter participado de uma das provas, que coincidira com uma corrida do campeonato britânico.
A partir de 1981, Roberto começa a revelar enorme persistência, quando aumentam as dificuldades para financiar o prosseguimento de sua carreira. Neste ano assina um contrato de gaveta para ser piloto de testes da legendária equipe Lotus, como forma de poder correr na F-3. Estreia apenas na sétima corrida do ano pela equipe Barron, que a rigor só dispunha de um mecânico, e se mostra imediatamente competitivo. Vence a 4ª corrida na qual toma parte, em Silverstone, à frente de 34 pilotos, numa etapa válida tanto para o campeonato britânico quanto para o europeu. Ao fim do mesmo ano é convidado a participar do 46º GP da Austrália, juntamente com os dois últimos campeões mundiais de F1 - Nelson Piquet e Alan Jones -, na pista de Calder Park. Com carros de Fórmula Pacific padronizados, Moreno conquista a pole-position, faz a melhor volta e vence a corrida com uma volta de vantagem sobre Nelson Piquet, o segundo. Volta à Austrália nos três anos seguintes, subindo ao degrau mais alto do pódio em 1983 e 1984.
Nigel Mansell machucou o braço direito numa disputa de posição com a Alfa Romeo de Bruno Giacomelli no GP do Canadá. Como Mansell feriu o pulso e não pôde disputar o GP da Holanda, Moreno é chamado às pressas para substitui-lo no Lotus 91 #12, um carro que só havia pilotado em testes de linha reta em Snetterton, e depois por algumas voltas demonstrativas em Jacarepaguá. Sem experiência com carros-asa e sem o condicionamento físico necessário para levar o carro ao seu limite, de modo muito específico na longa curva ao final da pista de Zandvoort, não consegue classificação para a corrida. No restante da pista obtinha tempos tão rápidos quanto os de Elio de Angelis, deixando surpreso o próprio italiano. Apesar das ressalvas, o episódio atrasou o andamento de sua carreira em ao menos cinco anos. Ao fim de 1982, Moreno ainda vence o prestigiado GP de Macau, no seletivo circuito da Guia, na última vez em que a corrida foi disputada com carros da F-Pacific.
Em 1983, disputa o campeonato de F-Atlantic na América do Norte, com excelentes resultados. Vence quatro das oito corridas que disputa, perdendo o campeonato para Michael Andretti somente por culpa de duas falhas mecânicas e por não ter participado de uma das corridas. Volta à Europa para disputar a F-2 em 1984. Termina o ano como vice-campeão, e também disputa as 24 de Le Mans nesta mesma temporada. No ano seguinte é convidado a pilotar nos circuitos mistos e de rua pela equipe Galles da F-Indy, com resultados surpreendentes, sendo contratado para fazer a temporada de 1986 completa. A troca pelo chassi Lola, no entanto, se mostra negativa em termos de competitividade, e ao fim do ano Roberto decide trocar uma carreira segura nos EUA pela busca do velho sonho da Fórmula 1.
Em 1987, corre na Fórmula 3000, terminando o ano como terceiro colocado. Ao fim do ano é contratado pela equipe AGS para fazer as duas últimas provas do calendário da F1. Em treinos que duraram até a noite na pista de Paul Ricard, consegue melhorar o desempenho do carro em cerca de 3 segundos, obtendo classificação para a largada em Suzuka. Na Austrália, onde sempre obteve resultados excelentes, terminou em 6º lugar marcando o seu primeiro ponto (em função da desclassificação do carro de Ayrton Senna) e também o primeiro da equipe francesa na categoria. Graças a este resultado, a equipe passava a ter todos os custos de transporte custeados pela FOCA, economizando cerca de 400 mil dólares.
Apesar do excelente desempenho, o principal patrocinador da equipe exige a contratação de um piloto francês, Philippe Streiff, levando Roberto a fazer mais uma temporada na F-3000. Recebendo a notícia já às vésperas do início da temporada, o piloto se vê obrigado a montar a própria equipe. Correndo somente com o apoio do engenheiro Gary Anderson, e garantindo a próxima corrida com o prêmio recebido pela anterior, Moreno conquista um título consagrador, o primeiro de um piloto brasileiro na 3000. Ao longo da campanha quebra diversos recordes da categoria, e é convidado pela Ferrari a ser piloto de testes. Durante 55 dias desenvolve o câmbio semi-automático, de acionamento no volante, que terminaria por vencer em sua primeira aparição, pelas mãos de Nigel Mansell, no GP do Brasil do ano seguinte.
Em 1989, defende a Coloni na F1, dona do carro mais pesado de todo o grid, obtendo a classificação em quatro oportunidades. Para 1990 assina com a EuroBrun, fazendo uma excelente prova em Phoenix, na etapa inicial da temporada. A partir de então passa a ser sistematicamente boicotado pela própria equipe, que não desejava investir no carro os valores recebidos pelos investidores. A história vem à tona após o GP da Espanha, dias antes do italiano Alessandro Nannini vir a sofrer um acidente de helicóptero que colocaria fim à sua carreira na F-1.
Graças ao bom trabalho realizado na Ferrari, Moreno se torna a opção favorita do inglês John Barnard para o lugar de Nannini na equipe Benetton no carro #19 no GP do Japão. Logo na prova de estreia no novo time termina em 2º da melhor forma possível, com uma dobradinha liderada por seu amigo de infância, o tricampeão mundial Nelson Piquet. Foi a última dobradinha de pilotos brasileiros na F1 até os dias atuais.
O resultado vale a Moreno a contratação para 1991, mas a utilização dos pneus Pirelli e a saída de Barnard a meio do ano reduzem a competitividade do conjunto, além de tornarem o ambiente sensivelmente mais instável. Após terminar na 4ª colocação o GP da Bélgica, com direito a marcar a volta mais rápida da corrida (a única da carreira), Roberto recebe um comunicado de desligamento por parte da Benetton. A principal frase da carta de demissão que correu todos os órgãos de imprensa da época é que Moreno estava “física e mentalmente inapto” para pilotar um F1. Por pressão e uma quantia vultosa de dinheiro por parte da Mercedes, seu lugar seria agora cedido ao jovem e talentoso alemão Michael Schumacher, vindo da Jordan. Como solução, Moreno alugaria uma vaga na equipe de Eddie Jordan no GP da Itália, Monza. Ele larga na 9ª posição, cinco posições e oito décimos à frente do piloto da casa Andrea de Cesaris, que guiava o Jordan desde o início da temporada. No início da corrida, Moreno se posiciona bem, até sair da pista quando teve os freios travados antes de fazer o contorno da Variante Ascari; o piloto do carro verde #32 abandona a prova com apenas duas voltas. Com o patrocínio da Denim de Portugal (empresa de cosméticos e produtos de beleza), Moreno disputa o GP de Portugal terminando-a em 10º lugar, mas ele não torna a aparecer até ser convidado pela equipe Minardi para disputar a última corrida do ano, o chuvoso GP da Austrália (prova mais curta da história da categoria), em Adelaide. Moreno correria no lugar do italiano Gianni Morbidelli, chamado a substituir o francês Alain Prost, demitido pela Ferrari após fazer críticas ferozes contra a equipe.

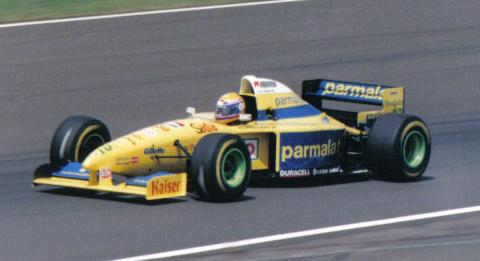
Roberto Moreno guia o carro da equipe Forti Corse em 1995.

Em 1992, Roberto assina com a equipe Andrea Moda, que surgira da compra da Coloni. O carro jamais chega a ficar verdadeiramente pronto, mas ainda assim o piloto conseguiu um dos maiores "milagres" de sua carreira ao classificá-lo na 26ª e última posição para o GP de Mônaco (chegou a ficar na 20ª posição no primeiro treino classificatório e foi ovacionado por todas as equipes ao entrar nos boxes), mesmo enfrentando graves problemas durante a sessão oficial que o impediriam de dar uma segunda volta rápida.
Em 1993, defende a Alfa Romeo em campeonatos de Turismo, enquanto se recuperava fisicamente de uma cirurgia. Retornaria à Fórmula 1 em 1995 para fazer dupla com o compatriota Pedro Paulo Diniz na equipe Forti Corse (estreantes na categoria), despedindo-se definitivamente da categoria após abandonar o GP da Austrália de forma vexatória, ao rodar na entrada dos boxes.

### 1996-1998: Carreira no automobilismo dos EUA
Após deixar a Fórmula 1, Moreno voltou em definitivo para o automobilismo dos EUA, 2 anos após a malsucedida tentativa de classificar-se para as 500 Milhas de Indianápolis de 1994, pela equipe Arizona Motorsport.
Em 1996, com o patrocínio da Data Control, assinou um contrato com a modesta Payton-Coyne (atual Dale Coyne Racing). Entretanto, Moreno surpreendeu, fazendo 25 pontos e conseguindo a 21ª posição no campeonato. Sua grande corrida foi a U.S. 500, quando aproveitou-se dos abandonos e subiu ao pódio com a 3ª posição, a melhor posição de chegada de um carro da Payton-Coyne até então.
Para 1997, Moreno continuaria na mesma equipe. O conjunto Lola-Ford estava ainda menos competitivo e o brasileiro não podia almejar bons resultados. Correu apenas em Homestead, segundo ele, "morrendo de medo de não bater" e terminando física e mentalmente esgotado, pois seu carro era indirigível. Diante disso, Moreno decidiu sair. Então aconteceu o acidente do compatriota Christian Fittipaldi em Surfers Paradise, e Moreno foi chamado a substitui-lo na Newman-Haas, conquistando apenas um quinto lugar em Detroit.
Diante da torcida, Moreno obtém uma festejada segunda colocação no grid de largada em Jacarepaguá, ao lado do pole-position e compatriota Maurício Gugelmin. Nas corridas, no entanto, diversos problemas mecânicos o impedem de somar pontos de maneira mais consistente. Neste mesmo ano, fez ainda duas corridas pela Bettenhausen, substituindo o canadense Patrick Carpentier, que se acidentou no primeiro treino livre no superoval de Fontana.
Em 1998, Moreno faz apenas duas corridas pela Project Indy, antes de disputar o GP de Milwaukee pela Newman-Haas, novamente no lugar do contundido Christian Fittipaldi.

### 1999: A redenção de Moreno
A temporada de 1999 foi bem melhor para Moreno, então com 40 anos. Substituindo o inglês Mark Blundell (também ex-piloto de Fórmula 1) na PacWest, o brasileiro pontuou em 6 corridas, com destaque para dois 4ºs lugares, em Gateway e em Toronto. Após um outro acidente violento envolvendo Christian Fittipaldi, Moreno assumiu mais uma vez o lugar na Newman-Haas, conseguindo um excelente 2º lugar em Laguna Seca.
No início do ano, com contrato para disputar duas corridas na IRL pela Truscelli, chegou a disputar a 500 Milhas de Indianápolis e a corrida de Gateway no mesmo dia.
A Patrick Racing, interessada em dispensar o dinamarquês Jan Magnussen por maus resultados, chamou Moreno para correr já naquele ano, mas o brasileiro não foi liberado pela Newman/Haas, que ainda tinha contrato com ele. Na etapa de Fontana, depois que Greg Moore, lesionou a mão ao bater a scooter que pilotava, Roberto foi escalado pela Forsythe para substituir o canadense, que já estava de contrato assinado com a Penske para a temporada seguinte. Mas Moreno, que classificou o carro para a corrida, não chegou a participar da prova porque Greg Moore recuperou-se da lesão do punho e correu a etapa de Fontana, mas faleceu após bater violentamente o carro na 10ª volta da corrida.

### 2000: Briga pelo título
Em 2000, aos 41 anos, Moreno assinou com a Patrick e fez um campeonato espetacular. Venceu a corrida de Cleveland partindo da pole position, foi ao pódio outras cinco vezes e brigou pelo título até o final. Terminou em 3º, com 147 pontos, atrás apenas de Gil de Ferran e Adrián Fernández.

### 2001-2003: O valor da experiência
Aos 42 anos de idade, a experiência de Moreno era valorizada. Em 2001, o veterano brasileiro assume a responsabilidade de desenvolver o motor Toyota, e os frutos não tardam a aparecer. O conjunto, que no início do ano não era competitivo, melhora rapidamente a ponto de vencer em Vancouver e fazer a pole em Surfers Paradise. No final, somou três pódios e terminou o ano no 13º lugar.

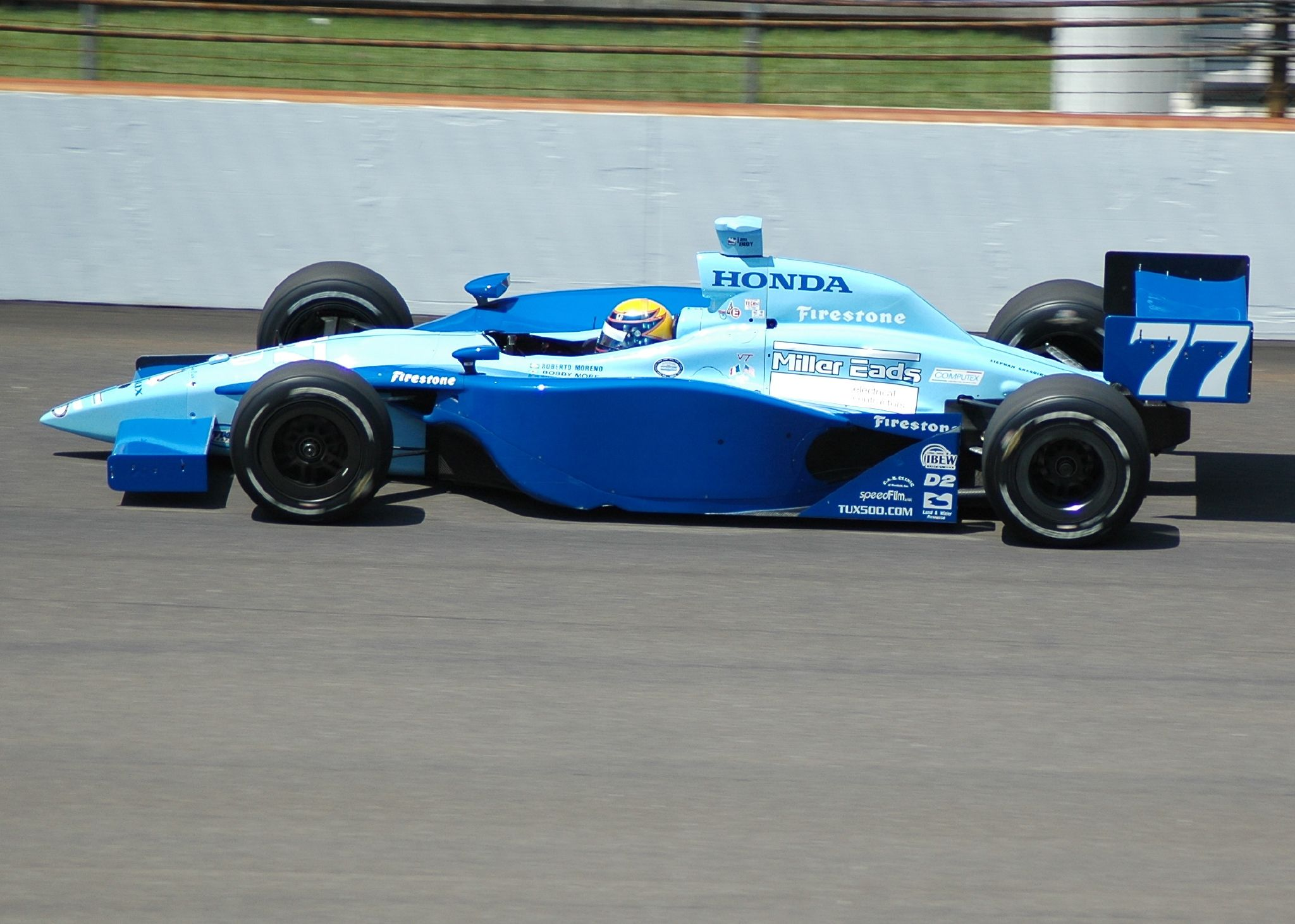
Moreno pilotando o carro de Stéphan Grégoire nas 500 Milhas de Indianápolis de 2007.

Como a Patrick não estava bem das finanças e correria apenas com um carro em 2002, a equipe não teve como permanecer com ele, que no entanto, estaria de volta em 2003, com 44 anos de idade, para ajudar a desenvolver a equipe Herdez e o piloto mexicano Mario Domínguez. O carro era ruim, mas Moreno conseguiu ótimas performances, como o 5º lugar em St. Petersburg e o excelente 2º lugar em Miami, na chuva. Neste ano marcou pontos em mais 7 corridas e terminou a temporada em 13º, com 67 pontos.
Desde então, foi convidado a participar de diversas categorias, correndo na ALMS e até uma etapa da Stock Car Brasil. Ainda teve mais duas oportunidades no automobilismo dos EUA: em 2006, na IndyCar, na corrida de rua de São Petersburgo (Flórida), substituiu Ed Carpenter na equipe Vision Racing. Depois disso, foi o test-driver oficial do novo Panoz da Champ Car, andando cerca de 4.000 km com este carro. Mais tarde, aos 48 anos, voltou à Champ Car para correr o GP de Houston no lugar do também estadunidense Alex Figge na Pacific Coast Motorsports, além de obter uma fantástica classificação para as 500 Milhas de Indianápolis, substituindo o francês Stéphan Grégoire, que fraturou uma vértebra durante os treinos livres.

### A fama de "super-substituto"
Moreno, em sua passagem no automobilismo norte-americano, tinha fama de "super-substituto" (SuperSub, como os norte-americanos apelidaram o brasileiro), correndo no lugar de pilotos lesionados. O piloto que mais cedeu sua vaga por acidentes foi Christian Fittipaldi, que se acidentou gravemente por três temporadas seguidas: (1997, 1998 e 1999), seguido por Mark Blundell, Patrick Carpentier, Ed Carpenter, Stéphan Grégoire e Alex Figge. Em 1999, a última corrida do ano foi disputada no Superspeedway de Fontana. Antes dos treinos, o canadense Greg Moore, da Forsythe sofreu um acidente quando caiu de sua scooter, e machucando a mão esquerda. Moreno foi chamado às pressas e já estava com o macacão, pronto para entrar na pista, quando Moore disse que iria correr, mesmo saindo em último. A Forsythe seria a quarta equipe que ele representaria naquela temporada na CART, sem contar as corridas na IRL.

## Fórmula 1
(legenda) Corrida em itálico indica volta mais rápida
| Ano  | Nome Oficial da Equipe | Chassi          | Motor                | 1         | 2         | 3         | 4         | 5         | 6         | 7         | 8         | 9         | 10        | 11        | 12        | 13        | 14        | 15        | 16        | 17        | Pontos | Posição  |
| ---- | ---------------------- | --------------- | -------------------- | --------- | --------- | --------- | --------- | --------- | --------- | --------- | --------- | --------- | --------- | --------- | --------- | --------- | --------- | --------- | --------- | --------- | ------ | -------- |
| 1982 | John Player Team Lotus | Lotus 91        | Ford Cosworth DFV V8 |           |           |           |           |           |           |           |           | HOL NQ G  |           |           |           |           |           |           |           |           | -      | NC (40º) |
| 1987 | Team El Charro AGS     | AGS JH22        | Ford Cosworth DFZ V8 |           |           |           |           |           |           |           |           |           |           |           |           |           |           | JAP Ret G | AUS 6 G   |           | 1      | 21º      |
| 1989 | Coloni SpA             | Coloni FC188B   | Ford Cosworth DFR V8 | BRA NQ P  | SMR NQ P  | MON Ret P | MEX NQ P  | EUA NQ P  |           |           |           |           |           |           |           |           |           |           |           |           | 0      | NC (35º) |
| 1989 | Coloni SpA             | Coloni FC189    | Ford Cosworth DFR V8 |           |           |           |           |           | CAN Ret P | FRA NQ P  | GBR Ret P | ALE NPQ P | HUN NPQ P | BEL NPQ P | ITA NPQ P | POR Ret P | ESP NPQ P | JAP NPQ P | AUS NPQ P |           | 0      | NC (35º) |
| 1990 | EuroBrun Racing        | EuroBrun ER189B | Judd CV V8           | EUA 13 P  | BRA NPQ P | SMR Ret P | MON NQ P  | CAN NQ P  | MEX EXC P | FRA NPQ P | GBR NPQ P | ALE NPQ P | HUN NPQ P | BEL NPQ P | ITA NPQ P | POR NPQ P | ESP NPQ P |           |           |           | 6      | 11º      |
| 1990 | Benetton Formula Ltd   | Benetton B190   | Ford HBA4 V8         |           |           |           |           |           |           |           |           |           |           |           |           |           |           | JAP 2 G   | AUS 7 G   |           | 6      | 11º      |
| 1991 | Camel Benetton Ford    | Benetton B190B  | Ford HB5 V8          | EUA Ret P | BRA 7 P   |           |           |           |           |           |           |           |           |           |           |           |           |           |           |           | 8      | 10º      |
| 1991 | Camel Benetton Ford    | Benetton B191   | Ford HB5 V8          |           |           | SMR 13† P | MON 4 P   | CAN Ret P | MEX 5 P   | FRA Ret P | GBR Ret P | ALE 8 P   | HUN 8 P   | BEL 4 P   |           |           |           |           |           |           | 8      | 10º      |
| 1991 | Team 7Up Jordan        | Jordan 191      | Ford HB4 V8          |           |           |           |           |           |           |           |           |           |           |           | ITA Ret G | POR 10 G  |           |           |           |           | 8      | 10º      |
| 1991 | Minardi Team           | Minardi M191    | Ferrari 037 V12      |           |           |           |           |           |           |           |           |           |           |           |           |           |           |           | AUS 16 G  |           | 8      | 10º      |
| 1992 | Andrea Moda Formula    | Andra Moda S921 | Judd GV V10          |           |           | BRA NPQ G | ESP NPQ G | SMR NPQ G | MON Ret G | CAN NPQ G |           | GBR NPQ G | ALE NPQ G | HUN NQ G  | BEL NQ G  |           |           |           |           |           | 0      | NC (34º) |
| 1995 | Parmalat Forti Ford    | Forti FG01      | Ford EDD V8          | BRA Ret G | ARG NC G  | SMR 16 G  | ESP Ret G | MON Ret G | CAN Ret G | FRA 16 G  | GBR Ret G | ALE Ret G | HUN Ret G | BEL 14 G  | ITA Ret G | POR 17 G  | EUR Ret G | PAC 16 G  | JAP Ret G | AUS Ret G | 0      | NC (32º) |

† Completou mais de 90% da distância da corrida.

### Fórmula Indy/CART[10]
| Ano  | Equipe                    | Chassi      | Motor                  | 1         | 2        | 3         | 4         | 5-       | 6        | 7        | 8        | 9        | 10       | 11       | 12       | 13       | 14       | 15       | 16        | 17       | 18       | 19      | 20        | 21       | Pontos | Posição  |
| ---- | ------------------------- | ----------- | ---------------------- | --------- | -------- | --------- | --------- | -------- | -------- | -------- | -------- | -------- | -------- | -------- | -------- | -------- | -------- | -------- | --------- | -------- | -------- | ------- | --------- | -------- | ------ | -------- |
| 1985 | Galles Racing             | March 85C   | Cosworth DFX V8 t      | LBH       | INDY     | MIL       | POR       | MEA 28 G | CLE      | MIS1     | ROA 16 G | POC      | MDO 25 G | SAN      | MIS2     | LS 16 G  | PHX      | MIA 5 G  |           |          |          |         |           |          | 10     | 28º      |
| 1986 | Galles Racing             | Lola T86/00 | Cosworth DFX V8 t      | PHX1 20 G | LBH 6 G  | INDY 19 G | MIL 13 G  | POR 18 G | MEA 18 G | CLE 25 G | TOR 18 G | MIS1 6 G | POC 10 G | MDO 16 G | SAN      | MIS2 6 G | ROA 16 G | LS 20 G  | PHX2 10 G | MIA 17 G |          |         |           |          | 30     | 16º      |
| 1994 | Arizona Motorsport        | Lola T94/00 | Ford Cosworth XB V8 t  | SRF       | PHX      | LBH       | INDY NQ G | MIL      | DET      | POR      | CLE      | TOR      | MIS      | MDO      | NHM      | VAN      | ROA      | NAZ      | LS        |          |          |         |           |          | -      | -        |
| 1996 | Payton/Coyne Racing       | Lola T96/00 | Ford Cosworth XB V8 t  | MIA 27 G  | RIO 9 G  | SRF 12 G  | LBH 8 G   | NZR 24 G | 500 3 F  | MIL 25 G | DET 23 G | POR 19 G | CLE 14 G | TOR 23 G | MIS 23 G | MDO 23 G | ROA 22 G | VAN 27 F | LS 12 F   |          |          |         |           |          | 25     | 21º      |
| 1997 | Payton/Coyne Racing       | Lola T97/00 | Ford Cosworth XD V8 t  | MIA 24 F  | SRF      |           |           |          |          |          |          | POR      | CLE      | TOR      | MIS      | MDO      | ROA      |          |           | FON      |          |         |           |          | 16     | 19º      |
| 1997 | Newman/Haas Racing        | Swift 007.i | Ford Cosworth XD V8 t  |           | SRF      | LBH 24 G  | NAZ 14 G  | RIO 18 G | GAT 25 G | MIL 10 G | DET 5 G  | POR      | CLE      | TOR      | MIS      | MDO      | ROA      |          |           | FON      |          |         |           |          | 16     | 19º      |
| 1997 | Bettenhausen Racing       | Reynard 97i | Mercedes IC108D V8 t   |           | SRF      |           |           |          |          |          |          | POR      | CLE      | TOR      | MIS      | MDO      | ROA      | VAN 15 G | LS 10 G   | FON      |          |         |           |          | 16     | 19º      |
| 1998 | Project CART              | Reynard 98i | Mercedes IC108D V8 t   | MIA 15 G  | MOT 26 F | LBH       | NAZ       | RIO      | GAT      |          | DET      | POR      | CLE      | TOR      | MIS      | MDO      | ROA      | VAN      | LS        | HOU      | SRF      | FON     |           |          | 0      | NC (31º) |
| 1998 | Newman/Haas Racing        | Swift 009.c | Ford Cosworth XD V8 t  |           |          | LBH       | NAZ       | RIO      | GAT      | MIL 24 G | DET      | POR      | CLE      | TOR      | MIS      | MDO      | ROA      | VAN      | LS        | HOU      | SRF      | FON     |           |          | 0      | NC (31º) |
| 1999 | PacWest Racing            | Reynard 99i | Mercedes IC108E V8 t   | MIA       | MOT      | LBH       | NZR       | RIO 11 F | STL 4 F  | MIL 12 F | POR 7 F  | CLE 8 F  | ROA 19 F | TOR 4 F  | MIS 19 F |          |          |          |           |          | HOU      | SRF     | FON       |          | 58     | 14º      |
| 1999 | Newman/Haas Racing        | Swift 010.c | Ford Cosworth XD V8 t  | MIA       | MOT      | LBH       | NZR       |          |          |          |          |          |          |          |          | DET 14 F | MDO 16 F | CHI 9 F  | VAN 15 F  | LS 2 F   | HOU      | SRF     | FON       |          | 58     | 14º      |
| 2000 | Patrick Racing            | Reynard 2Ki | Ford Cosworth XF V8 t  | MIA 2 F   | LBH 9 F  | RIO 6 F   | MOT 3 F   | NAZ 14 F | MIL 5 F  | DET 17 F | POR 2 F  | CLE 1* F | TOR 13 F | MIS 23 F | CHI 6 F  | MDO 11 F | ROA 4 F  | VAN 10 F | LS 25 F   | GAT 3 F  | HOU 11 F | MIA 2 F | LBH 9 F   |          | 147    | 3º       |
| 2001 | Patrick Racing            | Reynard 01i | Toyota                 | MTY 27 F  | LBH 11 F | TXS C1    | NZR 12 F  | MOT 10 F | MIL 15 F | DET 3 F  | POR 2 F  | CLE 8 F  | TOR 11 F | MIS 12 F | CHI 20 F | MDO 6 F  | ROA 11 F | VAN 1 F  | LAU 23 F  | ROC 13 F | HOU 22 F | LS 22 F | SRF 22* F | FON 19 F | 76     | 13º      |
| 2003 | Herdez Competition        | Lola B02/00 | Ford Cosworth XFE V8 t | STP 5 F   | MTY 6 F  | LBH 17 F  | BRH 7 F   | LAU 10 F | MIL 19 F | LS 15 F  | POR 9 F  | CLE 18 F | TOR 6 F  | VAN 17 F | ROA 7 F  | MDO 19 F | MTL 7 F  | DEN 16 F | MIA 2 F   | MXC      | SRF 16 F |         |           |          | 67     | 13º      |
| 2007 | Pacific Coast Motorsports | Panoz DP01  | Cosworth XFE V8 t      | LVG       | LBH      | HOU 12 B  | POR       | CLE      | MTT      | TOR      | EDM      | SJO      | ROA      | ZOL      | ASN      | SRF      | MXC      |          |           |          |          |         |           |          | 9      | 22º      |

## 500 Milhas de Indianápolis[11]
| Ano  | Equipe               | Chassi        | Motor             | Pneus | Largada | Final |
| ---- | -------------------- | ------------- | ----------------- | ----- | ------- | ----- |
| 1986 | Galles               | Lola T86/00   | Cosworth DFX V8 t | G     | 32ª     | 19º   |
| 1994 | Arizona Motorsport   | Lola T94/00   | Ford XB V8 t      | G     | NQ      | NQ    |
| 1999 | Truscelli Racing     | G-Force GF09C | Oldsmobile DFX V8 | G     | 32ª     | 19º   |
| 2007 | Chastain Motorsports | Panoz GF09C   | Honda DFX HI7R V8 | F     | 31ª     | 33º   |

## Indy Racing League[12]
| Ano  | Equipe                      | Chassi        | Motor             | 1   | 2        | 3        | 4         | 5        | 6   | 7   | 8   | 9   | 10  | 11  | 12  | 13  | 14  | 15  | 16  | 17  | 18  | 19   | Pontos | Posição |
| ---- | --------------------------- | ------------- | ----------------- | --- | -------- | -------- | --------- | -------- | --- | --- | --- | --- | --- | --- | --- | --- | --- | --- | --- | --- | --- | ---- | ------ | ------- |
| 1999 | Truscelli Team Racing       | G-Force GF01C | Oldsmobile V8     | DIS | PHO 6 G  | CLT C1   | IND 20 G  | TX1      | CL1 | ATL | DOV | CL2 | LSV | TX2 |     |     |     |     |     |     |     |      | 38     | 29º     |
| 2006 | Vision Racing               | Dallara IR-05 | Honda HI6R V8     | HMS | STP 18 F | MOT      | IND       | WGL      | TXS | RIC | KAN | NSH | MIL | MIC | KEN | SON | CHI |     |     |     |     |      | 12     | 30º     |
| 2007 | Chastain Motorsports        | Panoz GF09C   | Honda HI7R V8     | HOM | STP      | MOT      | KAN       | IND 33 F | MIL | TXS | IOW | RIC | WGL | NAS | MDO | MIC | KEN | SON | DET | CHI |     |      | 10     | 36º     |
| 2008 | Minardi Team USA HVM Racing | Panoz DP01    | Cosworth XFE V8 t | HMS | STP      | MOT2 DNP | LBH2 17 B | KAN      | IND | MIL | TXS | IOW | RIC | WGL | NSH | MDO | EDM | KEN | SON | DET | CHI | SRF3 | 0      | 46º     |

↑1  Corrida cancelada
↑2  Corrida no mesmo dia
↑3  Não contou pontos para o campeonato

## 24 Horas de Le Mans[13]
| Ano  | Equipe                                            | Nº | Co-Pilotos                | Chassi                              | Pneus | Classe | Voltas | Posição   | Posição Na Categoria |
| Ano  | Equipe                                            | Nº | Co-Pilotos                | Motor                               | Pneus | Classe | Voltas | Posição   | Posição Na Categoria |
| ---- | ------------------------------------------------- | -- | ------------------------- | ----------------------------------- | ----- | ------ | ------ | --------- | -------------------- |
| 1984 | Skoal Bandit Porsche Team John Fitzpatrick Racing | 55 | Rupert Keegan Guy Edwards | Porsche 962                         | Y     | C1     | 72     | DNF (44º) | DNF                  |
| 1984 | Skoal Bandit Porsche Team John Fitzpatrick Racing | 55 | Rupert Keegan Guy Edwards | Porsche Type-935 2.6 L Turbo Flat-6 | Y     | C1     | 72     | DNF (44º) | DNF                  |